# Gir de Weddell

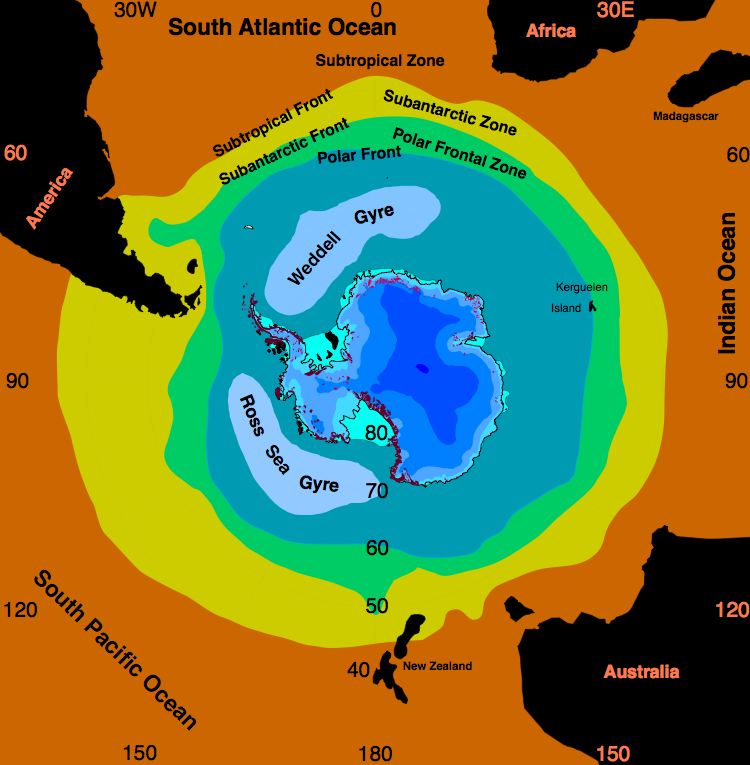
Ubicació del gir Weddell al mar de Weddell.

El  gir de Weddell  és un dels dos girs oceànics que tenen lloc a l'oceà Antàrtic. El gir es troba al mar de Weddell, i gira en el sentit de les agulles del rellotge. El gir es forma per les interaccions entre el corrent Circumpolar Antàrtic i la plataforma continental Antàrtica.